# Scaphella junonia
Scaphella junonia (лат.) — вид морских брюхоногих моллюсков из семейства Volutidae. Вид назван в честь древнеримской богини Юноны.

## Описание
Раковина вырастает максимум до 126 мм в длину. Оболочка — кремового цвета, с примерно 12 спиральными рядами, с несколькими квадратными коричневыми точками. Большой протоконх — рыжевато-коричневый. Устье раковины составляет почти 3/4 длины раковины.
Самая крупная раковина до 154 мм.

## Экология
Хищник, питается другими моллюсками, одним из предпочитаемых видов является Americoliva sayana (Olividae).

## Распространение
Встречается по всей территории Флориды до Техаса и Мексиканского залива. Разделяется на пять подвидов:
- Scaphella junonia butleri Clench, 1953 встречается в Юкатане.
- Scaphella junonia curryi Petuch & Berschauer, 2019
- Scaphella junonia elizabethae Petuch & Sargent, 2011
- Scaphella junonia johnstoneae Clench, 1953 встречается в Алабаме[5] и является символом этого штата.
- Scaphella junonia junonia (Lamarck, 1804)

## Значение для человека
Редкость и красота раковин некоторых форм моллюсков привлекает местных жителей и туристов. Из раковин моллюска изготавливаются сувениры.
Является официальным символом штата Алабама.